# Хасидим Шуль
Хасидим Шуль — втрачена хасидська синагога Львова. Містилась на розі нинішніх вулиць Лазневої та Сянської.
Початково дерев'яна, збудована 1791 року на ґрунтах передміської юдейської громади. Не була підпорядкована місцевому кагалу. Мурована синагога постала у другій половині XIX століття. 1883 року здійснено реконструкцію галерей та склепінь за проєктом Калікста Кшижановського. 1904 року проведено перебудову за проєктом Артура Шлеєна, за участі Мавриция Зильберштайна. Споруда набула рис неоманьєризму, характерного львівського зразка, із високим аттиком. Були присутні елементи необароко. У листопаді 1918 року під час зайняття Львова польськими військами у синагозі було вчинено погром, внаслідок якого пожежа знищила внутрішній вистрій. 1919 року синагогу реконструювали за проєктом Генрика Орлеана. 
1941 року знищена нацистами. Нині на місці синагоги розташовані господарські споруди. Вигляд первісної дерев'яної та мурованої будівлі невідомий. Мало відомостей і про інтер'єр. Збереглися кілька світлин, зроблених після погрому 1918 року.

## Галерея

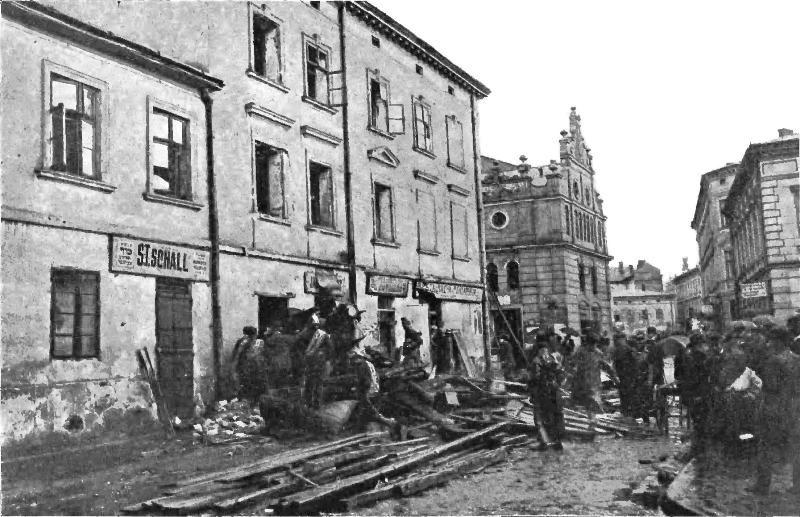
Синагога «Хасидим Шуль». Вигляд з вул. Лазневої (1910 р.)
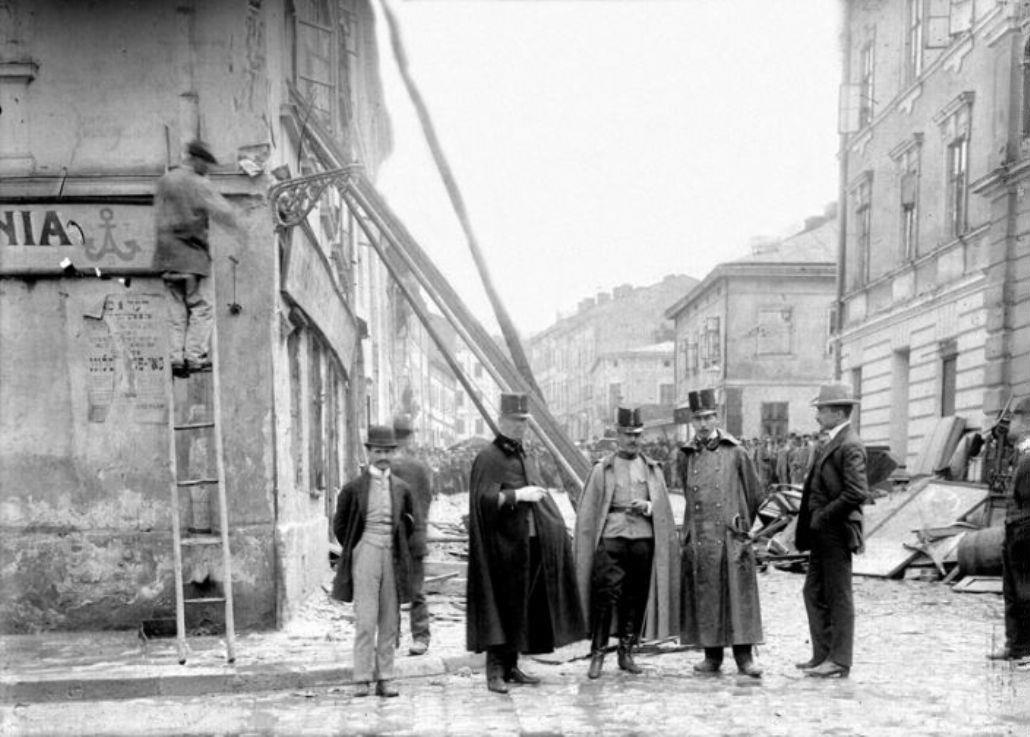
Фрагмент синагоги «Хасидим Шуль» (справа), 1910 р.
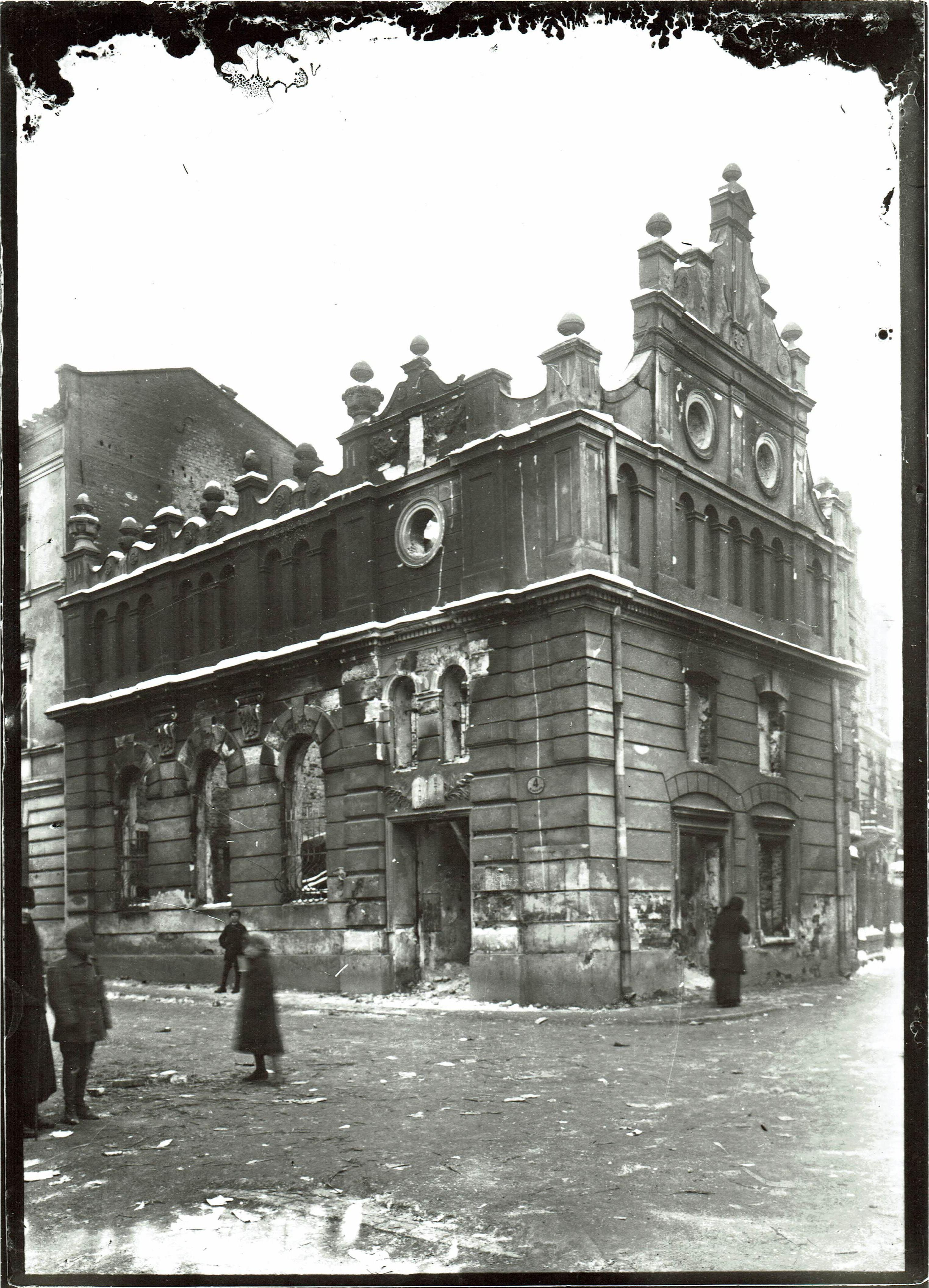
Синагога «Хасидим Шуль» (1918 р.)
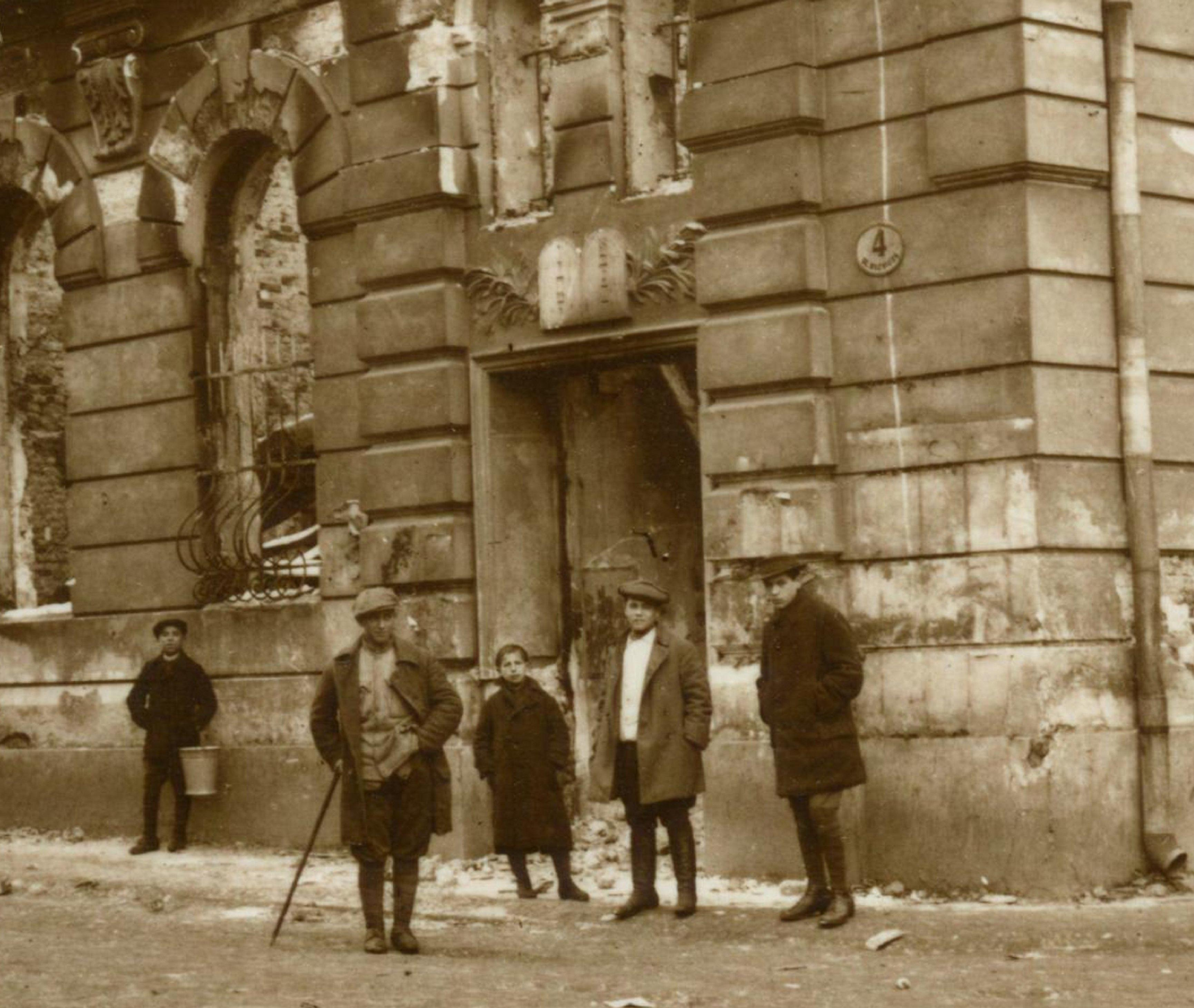
1918 р., фрагмент фото
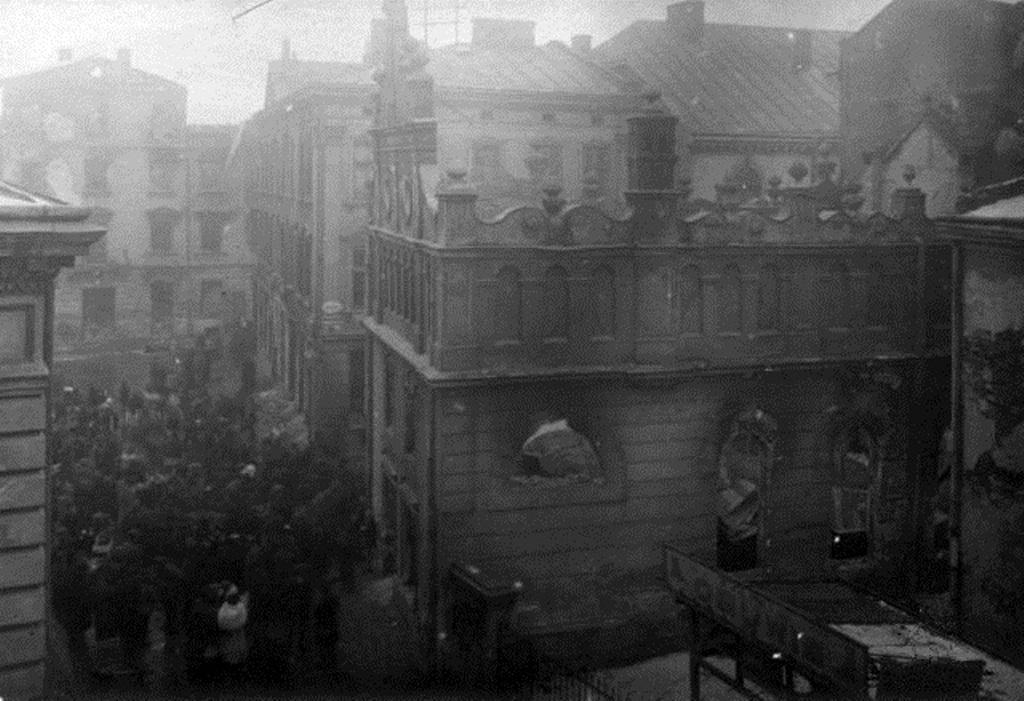
Синагога «Хасидим Шуль» після погрому 1918 р.
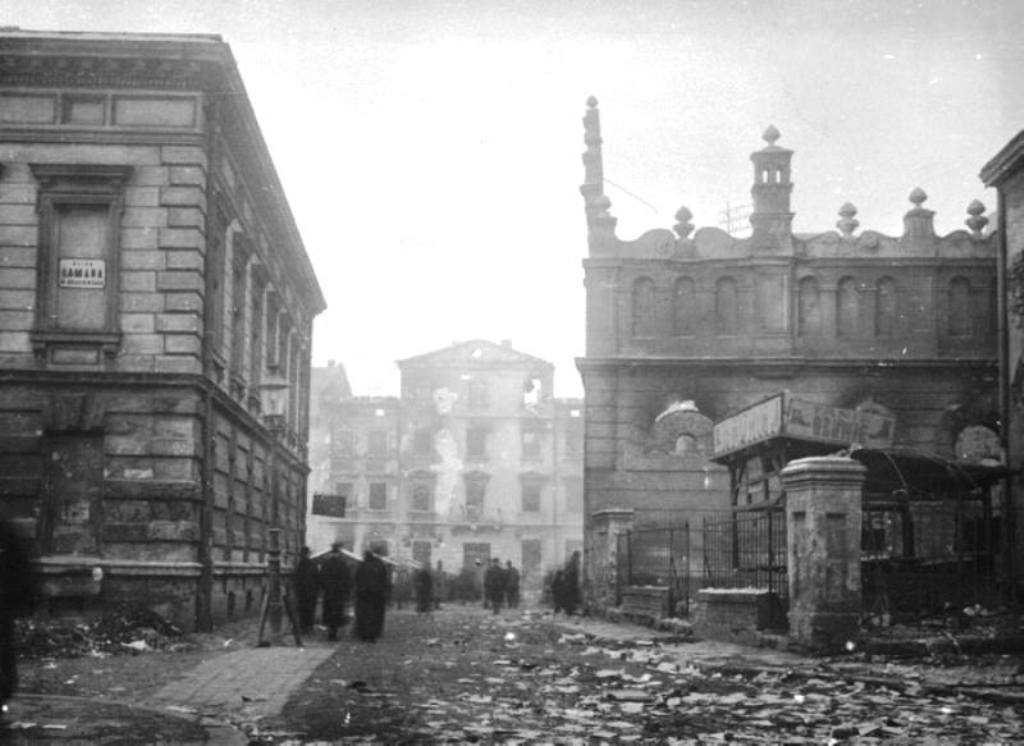
Вул. Лазнева і синагога «Хасидим Шуль» після погрому 1918 р.
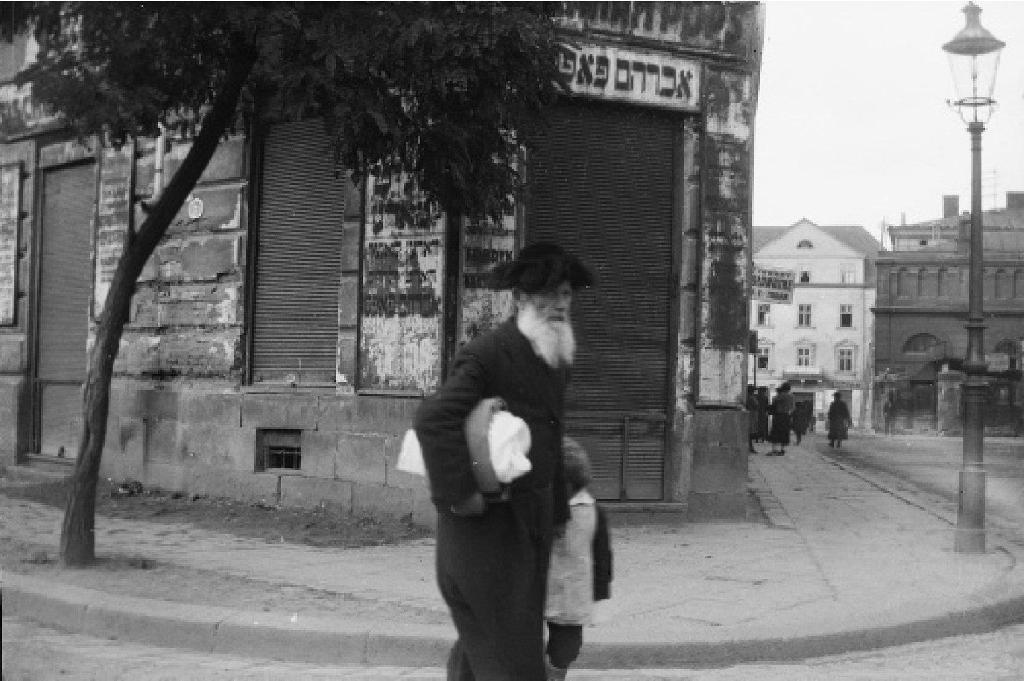
Вул. Лазнева і синагога «Хасидим Шуль»